# Мерк, Гюнтер
Гюнтер Фридрих Вильгельм Мерк (нем. Günther Friedrich Wilhelm Merk; 14 марта 1888, Мюнстерберг, Силезия, Германская империя — 16 января 1947, Харьковская область, УССР, СССР) — немецкий юрист, бригадефюрер СС и генерал-майор полиции, руководитель СС и полиции в Харькове. После войны был осуждён советским военным трибуналом и за совершённые преступления казнён.

## Биография
Гюнтер Мерк родился 14 марта 1888 года. После окончания школы в 1908 году начал карьеру военнослужащего и в составе артиллерийских войск принимал участие в Первой мировой войне, был неоднократно награждён. После окончания войны активно служил во фрайкоре и в сентябре 1920 года в звании гауптмана был демобилизован. В середине июля 1921 года поступил на службу в охранную полицию. Кроме того, Мерк изучал право в университете Берлина и в 1926 году получил докторскую степень по праву. С 1926 по 1930 год был учителем в полицейском школе Мюнстера. Впоследствии служил в Вуппертале, Берлине и Франкфурте-на-Майне. С 1938 года был командиром охранной полиции в Дортмунде в звании полковника полиции.
1 октября 1932 года вступил в НСДАП (билет № 1346722). В ряды СС (№ 347133) был зачислен в начале ноября 1939 года в звании штандартенфюрера СС. С апреля и до середины августа 1941 года был командиром артиллерийского запасного полка СС и впоследствии до января 1942 года был командиром артиллерийского полка дивизии СС «Рейх». С января 1942 по сентябрь 1943 года служил в главном управлении полиции порядка. В то же время с середины сентября 1942 по январь 1943 года был командиром 6-го полицейского полка СС (Россия-Юг). Осенью 1943 года на несколько недель стал руководителем СС и полиции в Харькове, что, вероятно, было чисто формальным, поскольку незадолго до этого Харьков был освобождён Красной армией. В сентябре 1943 года был повышен до бригадефюрера СС и генерала-майора полиции. С августа 1944 по февраль 1945 года был офицером для особых поручений инспектора оборонительных сооружений при Высшем руководителе СС и полиции на Востоке (Краков). С декабря 1944 по январь 1945 года был командиром полиции порядка в Кракове.
20 февраля 1945 года попал в советский плен и содержался в Бутырской тюрьме в Москве. 12 ноября 1946 года советским военными трибуналом в Харьковской области по обвинению в военных преступлениях был приговорён к смертной казни через расстрел. В частности, его обвиняли в том, что подчинённые ему как начальнику полиции подразделения участвовали в «сожжении более 1000 артелей и общественных зданий, расстреле и повешении более 200 советских граждан, в том числе около 100 советских солдат» и «депортации около 5000 молодых людей [...] в Германию на принудительные работы.» Вилли Тенсфельд был назван обвинителями ещё одним главным виновником этих преступлений. Мерк подал прошение о помиловании в Президиум Верховного Совета СССР, которые было отклонено. 16 января 1947 года приговор был приведён в исполнение.